# ريتشارد باول (كاتب)
ريتشارد باول (بالإنجليزية: Richard P. Powell)‏ (و. 1908 – 1999 م) هو كاتب، وروائي، وكاتب سيناريو أمريكي، ولد في فيلادلفيا، توفي في فورت مايرز، عن عمر يناهز 91 عاماً.

## التعليم
تعلم في جامعة برنستون
.

## وصلات خارجية
- ريتشارد باول على موقع IMDb (الإنجليزية)
- ريتشارد باول على موقع قاعدة بيانات الفيلم (الإنجليزية)

- ريتشارد باول في قاعدة بيانات الأفلام على الإنترنت